# Hygrodicranum
Hygrodicranum là một chi rêu trong họ Dicranaceae.